# Hirundinea ferruginea
El birro común (en Argentina y Chile) (Hirundinea ferruginea), también denominado birro castaño (en Argentina y Paraguay), atrapamoscas risquero (en Colombia), atrapamoscas de precipicios (en Venezuela), viudita colorada (en Uruguay), tirano de riscos (en Perú y Ecuador) o birro roquero, es una especie de ave paseriforme de la familia Tyrannidae que vive en Sudamérica. Es la única especie del género Hirundinea. Algunos autores sostienen que se divide en dos especies.

## Distribución y hábitat
El birro común se encuentra solo al este de los Andes en una distribución disjunta hasta la costa atlántica. Totalmente ausente de la Amazonia, reaparece en la región serrana del Escudo de las Guayanas. Está presente en Argentina, Brasil, Colombia, Venezuela, la Guayana francesa, Guyana, Surinam, Ecuador, Paraguay, Perú, Bolivia y Uruguay. Existía apenas un registro en Chile, en Temuco, en 1992,curiosamente, vuelve a haber un avistamiento en esta misma ciudad pero 32 años después.
Esta especie es considerada localmente bastante común en sus hábitats naturales: los peñascos, zonas rocosas, tepuyes, barrancas de rutas y, más hacia el sur, en edificaciones. Es más numerosa en dirección al sur, principalmente entre el nivel del mar y los 2000 m de altitud, aunque localmente puede llegar hasta los 3500 m. en el noroeste argentino.

## Descripción
Mide entre 15,5 y 18,5 cm de longitud y pesa entre 28,8 y 40 g. Las aves al sur de Brasil y Bolivia son pardas por arriba, con rabadilla y base de la cola rufo canela visibles; las alas son morenas con la mayor parte de las plumas de vuelo rufas (obvias inclusive en descanso). Por abajo mayormente rufo canela; las aves andinas son más oscuras, más negruzcas por arriba con veteado grisáceo y blanquecino en la face y corona, rabadilla y parte superior de la cola oscuras, la cola principalmente canela por abajo. Las aves de los tepuyes son parecidas con las andinas pero con el veteado gris solo en la face y la cola toda oscura.

## Comportamiento
Es encontrado a los pares o en pequeños grupos familiares, usualmente encaramados en peñascos o edificaciones (sin embargo, migrantes australes pueden ocurrir en situaciones atípicas). A veces parecen no importarse con el ruido del tráfico o la presencia de personas. No son notorios hasta que vuelan cuando el rufo de las alas aparece y se destaca, el vuelo es rápido y acrobático.

### Alimentación
Desde su percha, arremete en vuelo y caza principalmente insectos alados, volviendo en seguida a la misma percha.

### Reproducción
Construye su nido entre los cantos de rocas o en los bordes de las ventanas y otros lugares al abrigo de la lluvia y el viento. El nido es abierto en forma de cuenco y está rodeado de pequeñas piedras y fragmentos de palos y forrado con fibras vegetales blandas. La hembra pone dos o tres huevos blancos con manchas ferruginosas.

### Vocalización
A menudo mantiene un parloteo de distinguidas notas estridentes, incluyendo un «juiiiyp!» y un «juii, di-di-ii-ii-ii» o «juiuu-d'd'd'd'r!». También un continuado «jua-diíp, jua diíp».

## Sistemática

### Descripción original
La especie H. ferruginea fue descrita por primera vez por el naturalista alemán Johann Friedrich Gmelin en 1788 bajo el nombre científico Todus ferrugineus; la localidad tipo es «Cayena, Guayana Francesa».
El género Hirundinea fue descrito por los naturalistas franceses Alcide d'Orbigny y Frédéric de Lafresnaye en 1837, la especie tipo definida fue Tyrannus bellicosus Vieillot, 1819, actualmente la subespecie Hirundinea ferruginea bellicosa.

### Etimología
El nombre genérico femenino «Hirundinea» deriva del latín «hirundineus» que significa ‘relativo a las golondrinas’; y el nombre de la especie «ferruginea», proviene del latín «ferrugineus» que significa ‘de color de herrumbre’, ‘ferruginoso’.

### Taxonomía
Los amplios estudios genético-moleculares realizados por Tello et al. (2009) descubrieron una cantidad de relaciones novedosas dentro de la familia Tyrannidae que todavía no están reflejadas en la mayoría de las clasificaciones. Siguiendo estos estudios, Ohlson et al. (2013) propusieron dividir Tyrannidae en cinco familias. Según el ordenamiento propuesto, Hirundinea permanece en Tyrannidae, en una subfamilia Hirundineinae Tello, Moyle, Marchese & Cracraft, 2009 junto a Myiotriccus, Nephelomyias y Pyrrhomyias.
El grupo de subespecies H. ferruginea bellicosa, incluyendo pallidior, ya fue tratado en el pasado como una especie separada de la presente, y así es considerado por Aves del Mundo (HBW) y Birdlife International (BLI): el birro belicoso (Hirundinea bellicosa), con base en diferencias morfológicas como el plumaje, desde la rabadilla hasta la cola de color rufo y no negruzco, el moteado blanco ausente o reducido de las mejillas, región malar, mentón y de la difusa lista superciliar, bordes rufos de las cobertoras, secundarias y terciarias, y alas más cortas; y de vocalización, el canto más rico, decididamente de timbre más bajo, con una nota de partida más larga y que alcanza ritmo más rápido. Sin embargo, esta separación no es seguida por otras clasificaciones, como el Congreso Ornitológico Internacional (IOC) y Clements Checklist/eBird.

### Subespecies

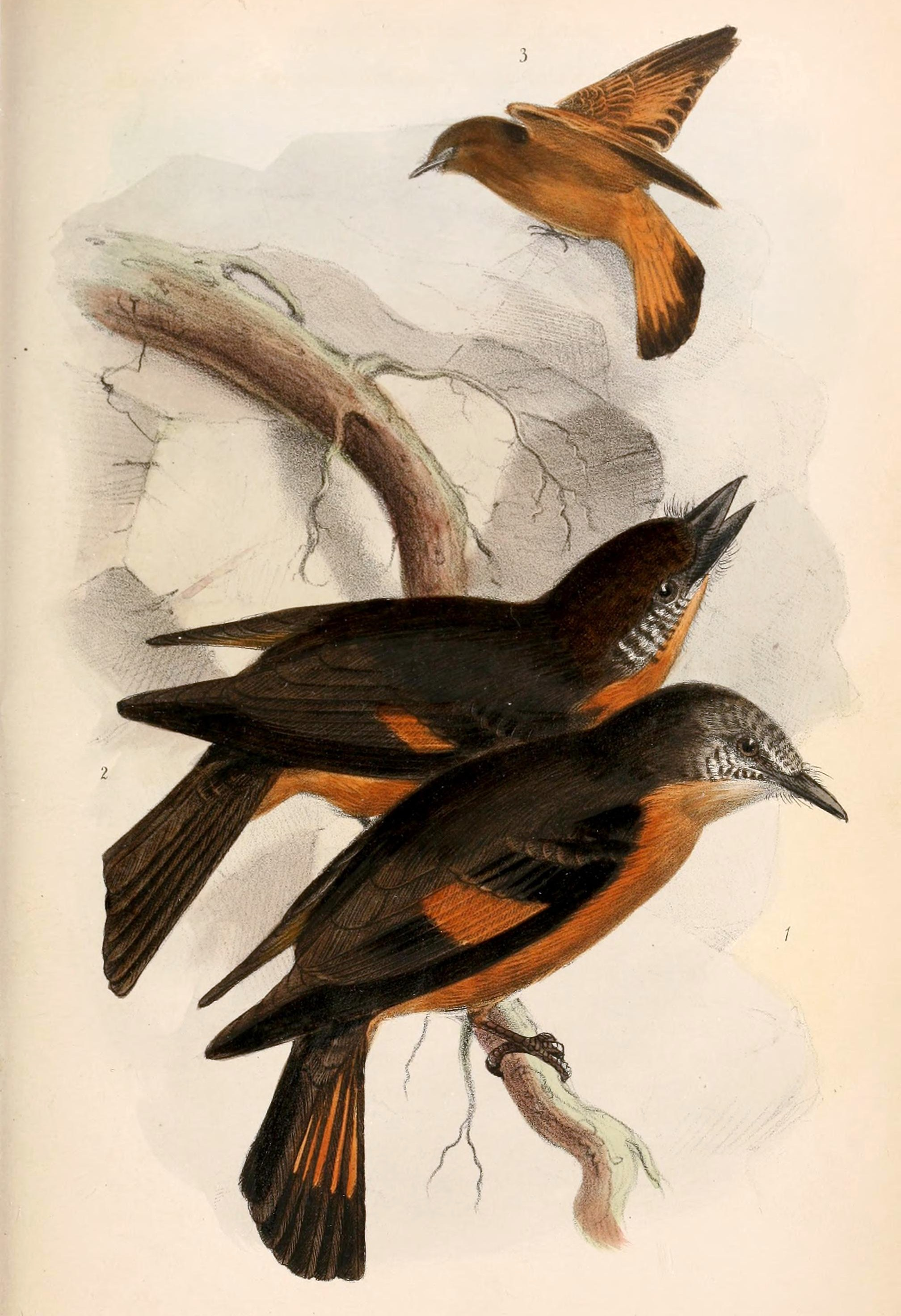
Subespecies bellicosa (abajo), ferruginea (centro) y rupestris (arriba); ilustración de Keulemans para The Ibis, 1869.

Según las clasificaciones del IOC y Clements Checklist/eBird, se reconocen cuatro subespecies, con su correspondiente distribución geográfica:
- Grupo politípico ferruginea/sclateri:
  - Hirundinea ferruginea sclateri  (Reinhardt, 1870) - Santa Marta en el norte de Colombia, Serranía del Perijá, Andes del oeste de Venezuela y hacia el sur por la pendiente oriental de los Andes orientales desde Colombia hasta el sureste de Perú (al sur hasta Cuzco).
  - Hirundinea ferruginea ferruginea  (Gmelin, 1788) - disjuntamente en el este de Colombia (Guainía, Guaviare, Vaupés), noroeste de Brasil (noroeste de Amazonas, Roraima), sureste de Venezuela (Amazonas, sur de Bolívar), suroeste de Guyana, Surinam y Guayana francesa.

- Grupo politípico bellicosa/pallidior:

- - Hirundinea ferruginea bellicosa  (Vieillot, 1819) - sur y este de Brasil, este de Bolivia (este de Santa Cruz), este de Paraguay, noreste de Argentina (Misiones) y Uruguay.
  - Hirundinea ferruginea pallidior  (Hartert & Goodson, 1917) - noroeste de Bolivia, hacia el sur hasta el oeste de Paraguay y noroeste de Argentina (al sur hasta Mendoza y San Luis).